# Leigh Hoffman
Leigh Hoffman (Whyalla, 11 de junho de 2000) é um ciclista australiano.

## Carreira
Hoffman foi criado em Whyalla, no sul da Austrália, mas mudou-se ainda adolescente para Adelaide para ficar perto de sua base de treinamento no SA Sports Institute, matriculando-se no Immanuel College em Novar Gardens.
Hoffman foi medalhista de ouro nos Jogos da Commonwealth de 2022 na competição de velocidade por equipes masculinas ao lado de Matthew Richardson e Matthew Glaetzer. Antes disso, ele havia vencido o sprint por equipe na UCI Track Nations Cup em Glasgow. Em outubro de 2022, no Campeonato Mundial realizado no Velódromo de Quentin-en-Yvelines, França, Hoffman ganhou o ouro no sprint por equipe quando a Austrália derrotou a tricampeã Holanda na final.
Nos Jogos Olímpicos de Verão de 2024, em Paris, conquistou a medalha de bronze na prova de velocidade por equipes masculino.